# Águila de la bandera

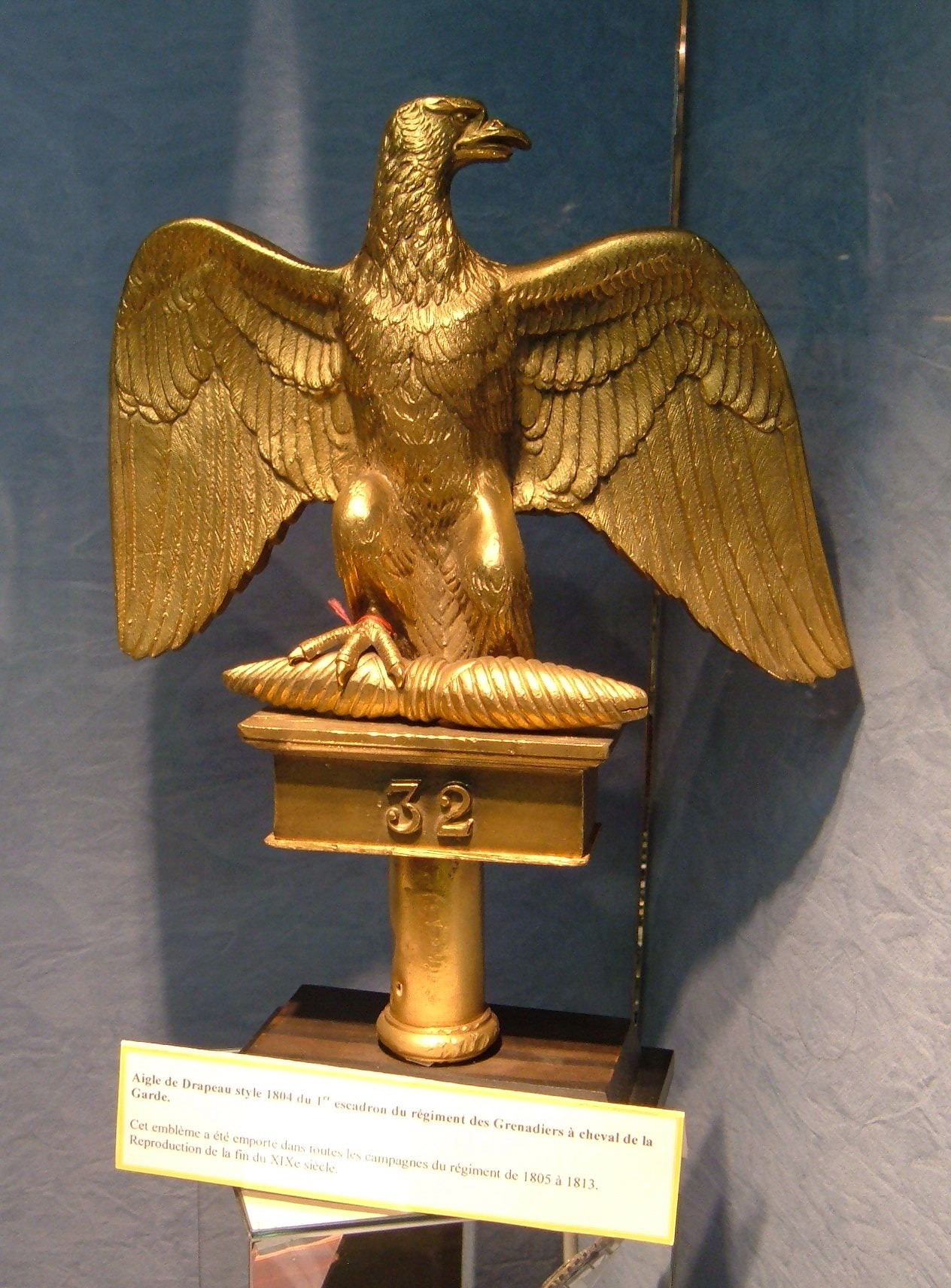
El águila de la bandera del 1er escuadrón del regimiento de granaderos a caballo de la Guardia, reproducción estilo 1804 de finales del expuesta en una vitrina del Louvre des Antiquaires de París.

El águila de la bandera, a veces llamada águila imperial, es la escultura de bronce de un águila montada sobre un asta con una bandera, sirvió de estandarte durante las batallas de la Grande Armada de Napoleón Bonaparte (Napoleón I) durante las guerras napoleónicas.
Cuenta con un peso de 1,85 kg, tiene su origen en el emblema de las legiones romanas, el águila montada sobre un acueducto.

## Primer Imperio

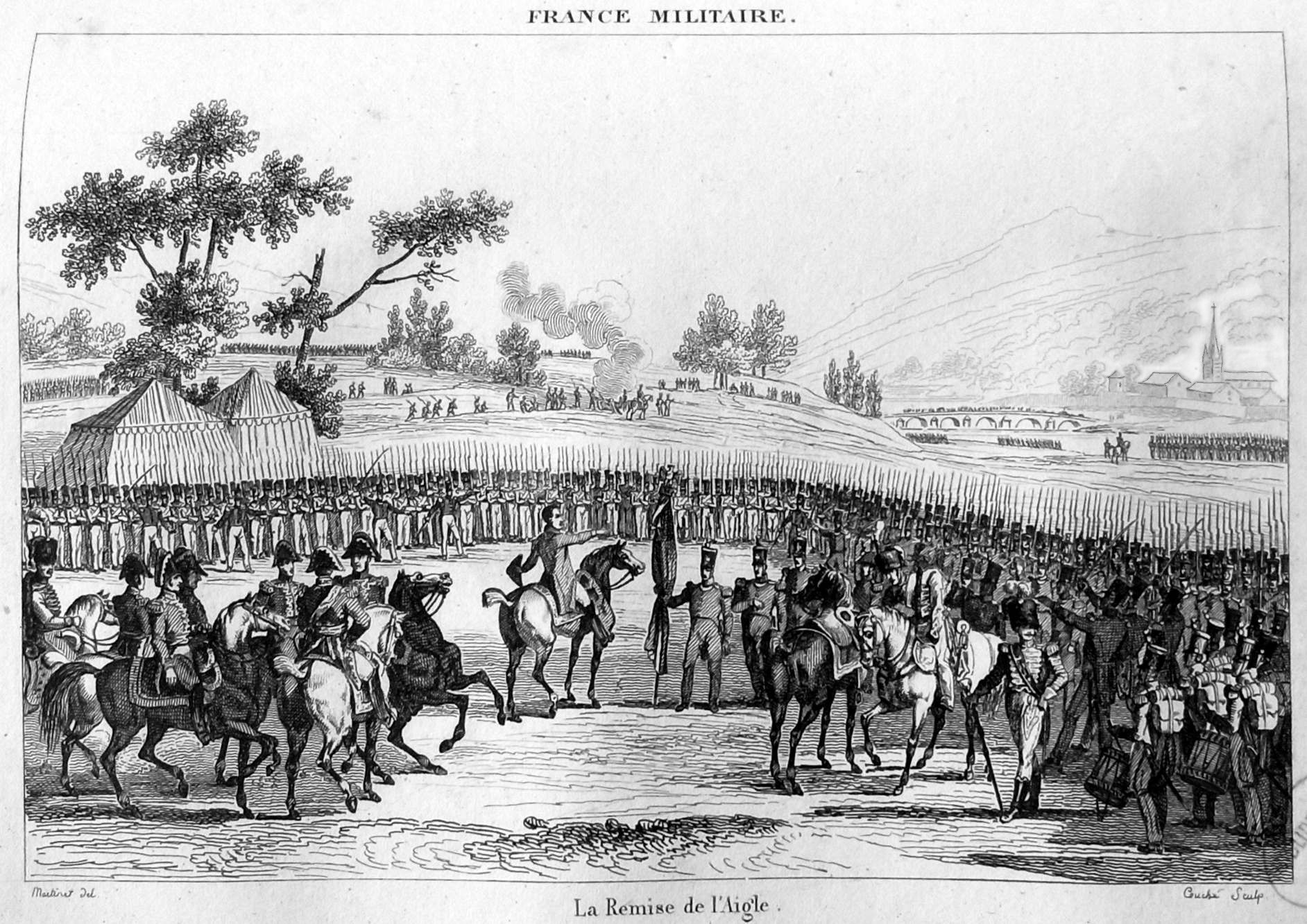
Ceremonia de presentación del águila.

Existen diferentes tipos:

### Águilas de línea
El modelo 1804:
La cabeza está colocada horizontalmente, el pico entreabierto con la lengua visible y las alas extendidas. El águila consiste de varias piezas cuidadosamente ensambladas, este modelo se caracteriza por un acabado más limpio y cuidadoso. Está colocada en una base rectangular, en donde a su vez está colocada sobre el asta de la bandera. Sobre la cajilla lleva el número de regimiento, pudiendo incluso incluir bajo la autorización del emperador, una mención honorífica: el regimiento de la línea 84 que sería: uno contra diez (uno por todos) / Lema aceptado por el emperador / Combate de Leonardo bajo Gratz / 25 y 26 de junio de 1809.
El modelo 1810-1811:
Se consideró que el modelo de 1804 estaba sumamente pesado y se decidió hacerlo más ligero. Pese a que la calidad disminuyó para hacerlo más liviano, continúa resultando muy similar al anterior. Este modelo se hizo con el propósito de usarse en regimientos nuevos, o que han perdido sus águilas, previa autorización del emperador. Sin embargo, estas águilas que fueron distribuidas no son todas del mismo modelo, debido a que la reducción en el número de águilas por regimiento son reasignadas con el modelo de 1804. 
El modelo 1815:
Bajo la época de la Restauración borbónica en Francia, las águilas del ejército napoleónico fueron fundidas, salvo raros ejemplares, por lo que fue necesario fabricar nuevas, similares al modelo 1804 pero son menos cuidadas. Los números de la caja no cambian, fueron recuperados por el fundador y ofrecidos a Napoleón Bonaparte.

### Águilas de la Guardia Imperial
En 1804, la Guardia Imperial recibió los mismos modelos que los de la línea, sólo se diferenciaban en los atributos de las cajas. Recibió el modelo en 1815, durante el regreso de Napoleón de la Isla de Elba.